# 帕多瓦植物园
帕多瓦植物园，位于意大利東北部、威尼斯附近的帕多瓦，建于1545年，是世界上尚存于原址的最早的植物园。 
植物園附屬於帕多瓦大學，目前佔地約22000平方米。1997年入选世界遗产。

## 历史

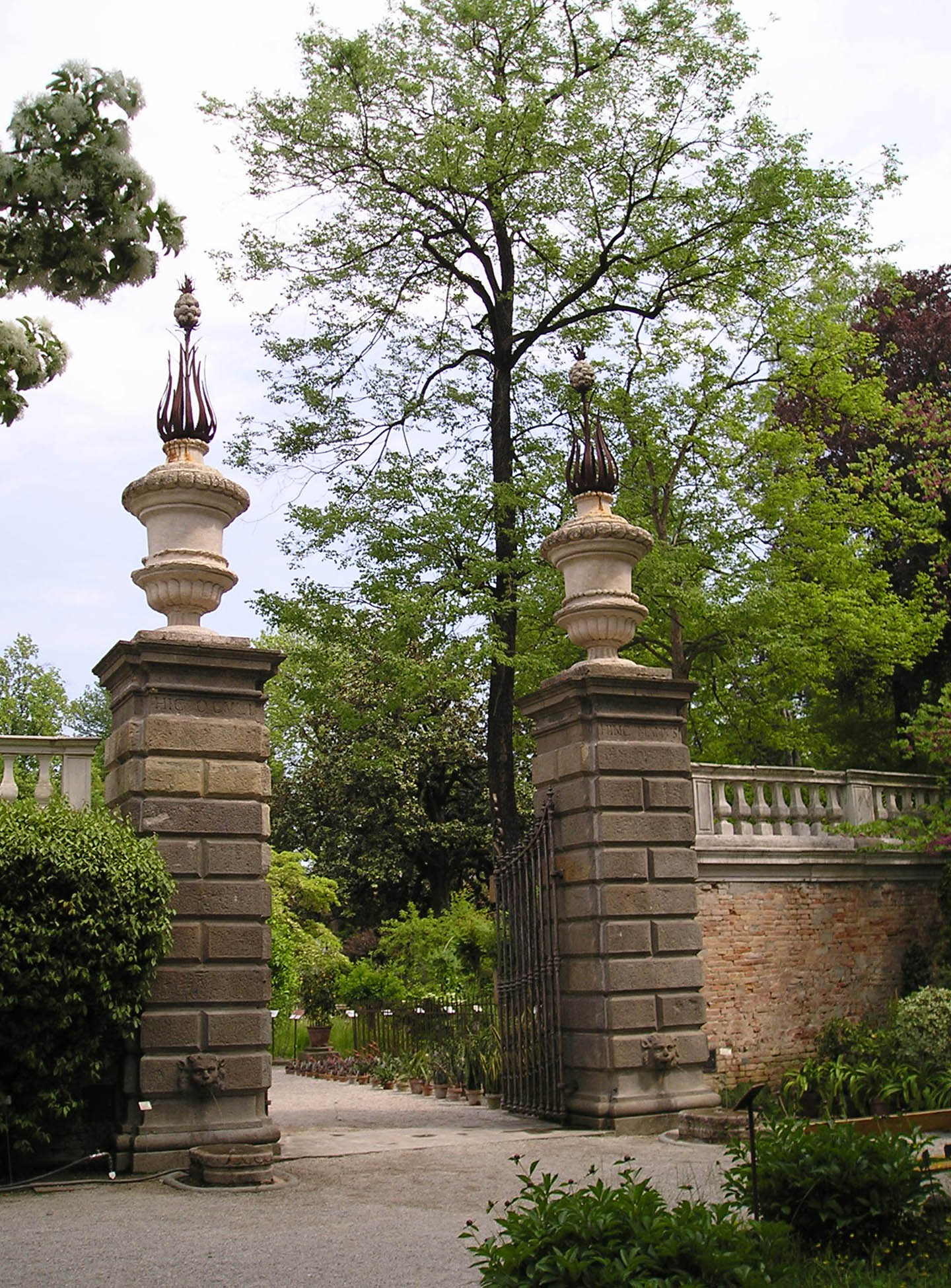
植物園入口

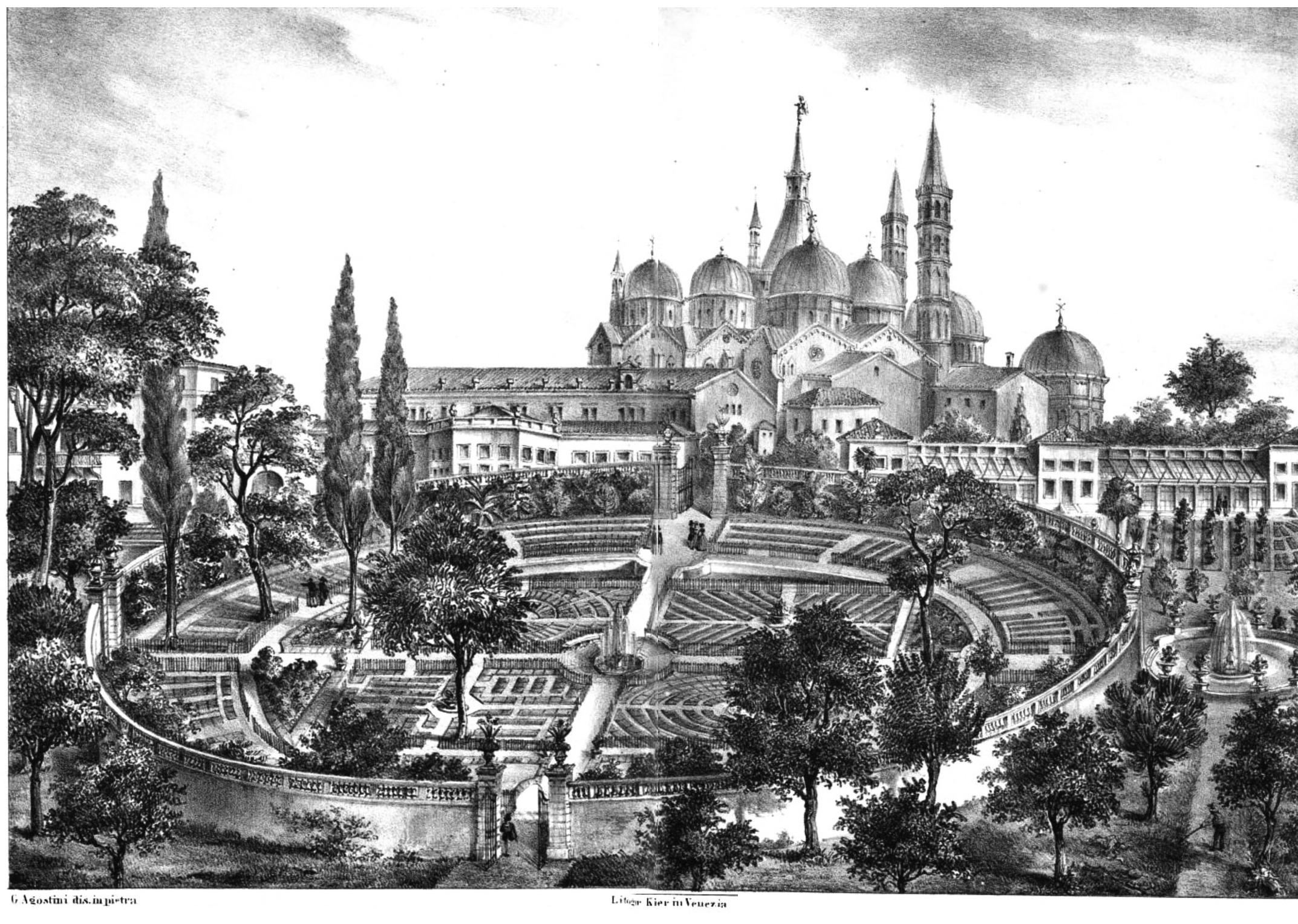
16世紀所印的植物園景貌

帕多瓦植物园由威尼斯共和国的参议院设立，用于种植药用植物，当时被称为Orto dei semplici，即具有天然医疗效用的植物。同时也帮助学生学习甄别药用植物。
为避免频发的夜盗，植物园筑有环形外墙。植物园从世界各地充实其收藏，特别是与威尼斯共和国有经贸往来的国家。帕多瓦在当时引进和研究外来植物的领域有领先地位，植物园增配了标本馆、图书馆和多个实验室。
目前植物园仍广泛用于教学和稀有物种的保育。1997年，联合国教科文组织将植物园列入世界遗产，基于以下考虑：

帕多瓦植物园是全世界所有植物园的源头，代表了科学、科学交流的诞生，有助于理解自然文化的关系。植物园对现代科学基础的发展作出了巨大的贡献，尤其是植物学、医学、化学、生态学、药理学

## 建筑
植物园的建筑设计经常被认为是由安德烈·莫罗尼完成的，他于16世纪上半叶设计了帕多瓦很多最重要的公共建筑，包括市政厅和大学。经考证，真正的设计师应为威尼斯贵族、维特鲁威《建筑十书》的译者丹尼尔·巴勃罗。巴勃罗的设计遵循了中世纪的封闭花园设计（Horti Conclusi），圆形的区域沿东南西北方向被均匀的划分成四块。
现存主要建筑的外形可以追溯到十七至十八世纪。十六世纪末，植物园有很多喷泉，通过一个巨型水车汲水。1704年，四个大门和门道装饰有红色石材和黑色铁艺，十八世纪上半叶，外墙重新翻修，装饰了花瓶和名人半身像，西门侧树立起泰奧弗拉斯托斯、所罗门王的雕塑，以及四季喷泉。十九世纪上半叶，温室建成。花园中还有三个日晷。

## 树木
一直到1984年，植物园引以为豪的树木有可以追溯至1550年的一株荆树。现在最古老的植物则是一株种植于1585年的棕榈，被称为“歌德棕榈”，因为歌德曾在一篇文章《我的植物学研究史》（Geschichte meines botanisches Studiums）中提到过这株棕榈树。植物园里还有一株银杏和一株木兰，均可追溯至十八世纪，被认为是欧洲最早引进的同类植株。花园外有一株1680年的悬铃木，由于遭遇雷击，树干中空。